# Allium kopetdagense
Allium kopetdagense är en amaryllisväxtart som beskrevs av Aleksei Ivanovich Vvedensky. Allium kopetdagense ingår i släktet lökar, och familjen amaryllisväxter. Inga underarter finns listade i Catalogue of Life.